# 萌えて覚えるシリーズ
萌えて覚えるシリーズ（もえておぼえるシリーズ）は、日本の出版社・PHP研究所より刊行されている萌え本のシリーズ。各巻ともA5判で、いずれも「○○GIRLS ×× 萌えて覚える△△の基本」でタイトルが統一されている。
他社の類書と比較した場合にカラーページが少なく2色刷り中心となっている反面、解説に分量を割いてビジュアル性よりも実用性を重視した内容となっている。

## 各タイトルの概要

### ELEMENT GIRLS 元素周期 萌えて覚える化学の基本
2008年10月31日発売 ISBN 9784569702780
スタジオ・ハードデラックス編、満田深雪監修。118種類の元素を萌え擬人化したキャラクター（但し、112番・コペルニシウムから118番・ウンウンオクチウムはシルエットのみ）と電子構造図・利用例・特性・発見及び命名に関するエピソードで構成される。
発売から半年で4万部を売り上げるヒット作となり、一般の新聞や雑誌でも何度か紹介されている。

### ASTRO GIRLS 星座・天文 萌えて覚える宇宙の基本
2009年6月3日発売 ISBN 9784569708966
星座天文萌研究会編著、渡部潤一監修。表紙画はヤスダスズヒト。星座編（全天88星座）・太陽系編（惑星・準惑星）・星雲編・宇宙の謎編の4部により構成される。巻頭では、2009年7月22日に鹿児島県のトカラ列島を中心に観測される皆既日食に関する特集が組まれている。

### MINERAL GIRLS 鉱物 萌えて覚える鉱物科学の基本
2010年2月12日発売 ISBN 9784569773742
鉱物科学萌研究会編著、松原聰監修。表紙画は山下しゅんや。約4300種ある鉱物から厳選した100種の鉱物を萌え擬人化したキャラクターと外観色・条痕色といった鉱物データ・化学組成・結晶系・歴史・採集方法・保存方法などで構成される。巻頭には、紹介鉱物100種のカラーピンナップが付いている。

### WEATHER GIRLS 気象･天気 萌えて覚える気象学の基本
2010年6月15日発売 ISBN 9784569790565
日本気象萌協会編著、森田正光監修。表紙画は夢路キリコ。気象のしくみ編・予報と観測技術編・天気図の見方編・気象と物理学編の4部により構成される。巻末には気象予報士の活動の内容のほか国際記号一覧を収録。

### Physics Girls 物理法則 萌えて覚える物理学の基本
2011年9月15日発売 ISBN 9784569775210
物理学フューチャー・ラボ編著、武内薫監修。力学編・熱力学編・音と光編・電磁波編・量子と原子編の・相対性理論編の6部により構成される。巻末には基本単位と重要な物理定数の一覧を収録。

### Constitution Girls 日本国憲法 萌えて覚える憲法学の基本
2011年6月27日発売 ISBN 9784569795805
法学フューチャー・ラボ編、森田優子著。

### Philosophy Girls 哲学ガールズ　萌えて覚える叡智の学園
2012年3月29日発売 ISBN 9784569779843
フィロソフィ学園出版会編著、飲茶監修。古今東西の思想家・哲学者を萌え美少女化し、思想・哲学・キャラクターを解説。哲学娘たちを「フィロソフィー学園」の学生と設定して展開。

### ELEMENT GIRLS 元素周期 COLOR MIX 萌えて覚える化学の基本
2012年9月26日発売 ISBN 9784569808703
元素周期萌化プロジェクト編。2008年出版の『元素周期～』をベースに印刷をフルカラー化するとともに、一部の既存元素のキャラクターが新たに描き直された。またコペルニシウム以降に命名されたフレロビウム・リバモリウム含め、それまでシルエットだったウンウンオクチウムまでの元素も改めて擬人化された。

## 音声メディア

### ラジオドラマ
2009年、新刊JPのスペシャルページで『ELEMENT GIRLS 元素周期 萌えて覚える化学の基本』がラジオドラマ化され、全4話が制作された。
キャスト
- 酸素：早見沙織
- セリウム、パラジウム、プラチナ、ヘリウム：沢城みゆき
- プラセオジム、フッ素、ホウ素：喜多村英梨
- ネオジム、バナジウム、プロメチウム：後藤沙緒里
- 水素、ルテチウム：豊崎愛生
- ランタン、ラドン：阿久津加菜

### ドラマCD
2009年8月14日、『ELEMENT GIRLS 元素周期 萌えて覚える化学の基本』をドラマCD化した『ELEMENT GIRLS 元素周期 聴いて萌えちゃう化学の基本』がマリン・エンタテインメントよりリリースされている。
キャスト
- 水素：豊崎愛生
- ヘリウム：沢城みゆき
- リチウム：花澤香菜
- ベリリウム：遠藤綾
- ホウ素：喜多村英梨
- 炭素：井上麻里奈
- 窒素：阿澄佳奈
- 酸素：早見沙織
- フッ素：戸松遥
- ネオン：辻あゆみ